# Puskás Tivadar-díj

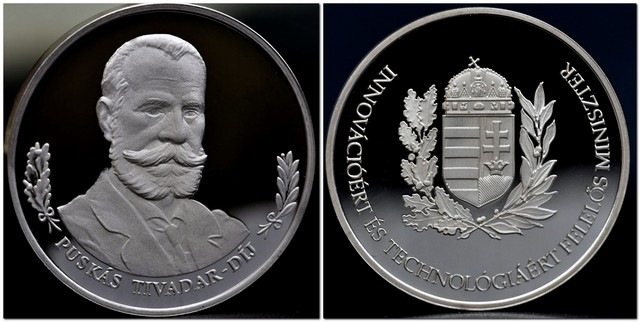
Innovációért és Technológiáért felelős miniszter által adományozott díjjal járó érme (2020)

A Puskás Tivadar-díj a Hírközlési és Informatikai Tudományos Egyesület (HTE) elismerése, amelyet 1960 óta évenként osztanak ki az elektronika, híradástechnika, telekommunkáció, informatika és tartalomkezelés mérnöki fejlesztése területén végzett kimagasló eredményeket elérő, illetve az egyesület életében jelentős tevékenységet végzett személyek között. 2013 óta a díjnak nemzetközi tagozata is létezik, amellyel az egyesület nemzetközi kapcsolataiban, országhatárokon túlnyúló tevékenységében jelentős szerepet játszó személyeknek ítélhetnek oda.

## A Puskás Tivadar-díj díjazottjai

### A-K
- Abos Imre (2010)
- Ágostházi Margit (1982)
- Ágoston György (2002)
- Almássy György (1967)
- Ambrózy András (1970)
- Antal László (1997, 2002)
- Antalné Zákonyi Magdolna (2000)
- Asztalos Lajos (1973)
- Bacsárdi László (2018)
- Balla Tibor (1987)
- Ballagi P. Konrád (1982)
- Balogh Albert (1977, 1992)
- Balogh Dezső (1980, 1995)
- Balogh Győző (1988)
- Balogh Pál (1965, 1975)
- Bancsics Ferenc (2023)[1]
- Bánsághi Pál (1976)
- Baranyi András (1986)
- Barta István (1960, 1975)
- Bartha István (2014)
- Bartha József (2001)
- Bartolits István (1990, 1999)
- Battistig György (1977)
- Bély András (1989, 1993)
- Berecz Frigyes (1985)
- Bíró Ferenc (1964)
- Blum Endre (1989)
- Boglár Gyula (1967)
- Bognár Géza (1971, 1975)
- Borbély Endre (1985, 2004)
- Borbély Gábor (2009)
- Borsos Károly (1987, 1995)
- Bozóki Sándor (2016)
- Bozsóki István (1986)
- Bölcskei Imre (2000)
- Bráda Ferenc (1975)
- Budai Lajos (1964)
- Budinszky József (1983)
- Buttyán Levente (2013)
- Cinkler Tibor (2005)
- Czeglédy György (1966)
- Csapodi Csaba (2000)
- Csibi Sándor (1974)
- Csizmadia Attila (2011)
- Csopaki Gyula (2001)
- Csurgay Árpád (1971)
- Dékány Lászlóné (1975)
- Darabos Zoltán (2015)
- Demeter Béla (1972, 1975)
- Dibuz Sarolta (2003)
- Dienes Béla (1969, 1975)
- Diószeghy Győző (1985)
- Erdélyi János (1975)
- Erdős Sándor (1977)
- Falus László (1992)
- Faragó György (1988)
- Fekete Károly (2016)
- Ferenczi Pál (1974)
- Fiala Károly (2015)
- Flesch István (1989)
- Fodor István (2005)
- Frajka Béla (1985, 1993)
- Fried Henrik (1961)
- Frigyes István (1988, 1996)
- Frischmann Gábor (1979)
- Füredi Ágnes (2009)
- Gál József (1974)
- Garai László (1989)
- Géher Károly (1967, 1997)
- Gergely Ödön (1962)
- Gerhátné Udvary Eszter (2016)
- Gordos Géza (1983, 2000)
- Gosztony Géza (1973, 2005)
- Göblös Imre (1987)
- Göblös János (1976, 1992)
- Gödör Éva (1981, 1987, 2010)
- Gschwindt András (1999, 2007)
- Gyárfás András (2007)
- Gyenes Péter (2017)
- Győri Erzsébet (2011, 2018)
- Hadziminalisz Nondász (1980)
- Haffner János (1991)
- Halász Edit (1998)
- Halász László (1991)
- Halász Miklós (1981, 1993)
- Hanzó Lajos(wd) (2010)
- Hartai András (1972)
- Házman István (1976)
- Heckenast Gábor (1980, 2000)
- Heller Krisztina (1990)
- Henk Tamás (1991, 2006)
- Herczegh János (1979)
- Herman Ákos (1979)
- Heszberger Zalán (2014)
- Honfy József (2006)
- Horváth Gyula (1972, 1993)
- Horváth Imre (1979)
- Horváth Lajos (1987)
- Horváth László (1999, 2014)
- Horváth Pál (1979, 1995, 2011)
- Huszák Árpád (2017)
- Huszty Gábor (2002)
- Iklódy Gábor (1975)
- Illésfalvi V. Zsolt (1989)
- Imre Sándor (2004)
- Istvánffy Edwin (1961)
- Izsák Miklós (1965, 1975)
- Jakab Roland (2013)
- Jamrik Péter (2011)
- Jász Gábor (2009)
- Jereb László (1995, 2007)
- Jutasi István (1983)
- Jutasi István (2001)
- Juvancz Endre (1966)
- Kádár Ágoston (1992)
- Kalmár János (2002 posztumusz)
- Kántor Csaba (2008)
- Kas Oszkár (1972, 1988)
- Katona János (1967)
- Katona Rezső (1993)
- Kauser Dénes (1978, 1994)
- Kemenes Oszkár (1963)
- Keresztes Zoltán (1990)
- Kéri Lászlóné (1975)
- Kertész Pál (1989)
- Kesselyák Péter (1986)
- Kincses István (1972, 1975)
- Király László (1980)
- Kis Gergely (2017)
- Kiss Ernő (1985)
- Kiss István (1984)
- Kissné Akli Mária (2017)
- Kocka László (1960)
- Kocsis Miklós (1969)
- Kolonits Pálné (1986)
- Kolozsvári Sándor (1979)
- Komarik J. György (1974)
- Komporday Aurél (1969)
- Kormány Teréz (1971, 1995)
- Kóródi Albert (1993)
- Kovács Imre (2005)
- Kozma Béla (2016)
- Kovács László (1989)
- Kozma László (1960, 1975)
- Kőműves Frigyes (1969)
- Köteles Zoltán (1975)
- Kövér Jenő (1983)
- Köveskuti Lajos (1976, 1990)
- Kürti László (1986)

### L-Z
- Lajkó Sándor (1970, 1993)
- Lajtha György (1982, 1991)
- Levendovszky János (2008)
- Ligeti Róbertné (1990)
- Littvay István (1973)
- Magó Kálmán (1965)
- Magyar Gábor (2014)
- Mahder János (1984)
- Makó Zoltán (1962, 1975)
- Marosi Norbert (2018)
- Maróth Zoltán (1978)
- Mátay Gábor (2003)
- Mátrai Géza (1981, 1992)
- Mazgon Sándor (1982, 2003)
- Megyesi Csaba (2006)
- Mérey Imréné (1978)
- Mészáros Sándor (1975)
- Mikics László (1984)
- Molnár Béla (1988, 1998)
- Molnár Pál (1961)
- Nádas Tibor (1963)
- Nagy János (1999)
- Nándorfi Gyuláné (1995)
- Nemes László (2008)
- Németh Géza (2012)
- Nóbik Lajos (1984)
- Novák István (1975)
- Nyári György (1966)
- Ökrös Tiborné (2008)
- Pados László (2018)
- Paksy Géza (1994, 2003)
- Pál Gaszton (1995)
- Pálmai Rezső (1986)
- Pap János (2004)
- Pap László (1982, 2002)
- Papp István (1975)
- Pató Lajos (1986)
- Pogány Károly (1969, 1975)[2]
- Prónay Gábor (1990, 2007)
- Prónay Gábor (1984)
- Putz József (2013)
- Rácz János (1987)
- Rajki Irén (1982)
- Rajnai Zoltán (2011)
- Rédl Endre (1964)
- Reich György (1999)
- Ribényi András (1983, 2001)
- Rudasi Károly (1976)
- Rurik Péter (1997)
- Sallai Gyula (1994, 2012)
- Sándor Mihály (2004)
- Sárkány Tamás (2001)
- Sárközy Géza (1962, 1975)
- Schmideg Iván (2012)
- Schmidt János (1970, 1977)
- Sellő Dénes (1971)
- Simon Gyula (2017)
- Simon Vilmos (2015)
- Sipos Attila (2009)
- Sipos Attila (2015)
- Sipos László (2010)
- Skultéti János (1978)
- Solymosi János (1996)
- Stefler Sándor (1981, 1993)
- Steidl Ernő (1976)
- Susánszky László (1967, 1975)
- Szabó Csaba Attila (2012)
- Szalai György (1996)
- Szalay Béláné (1972)
- Szalay Tibor (1988)
- Szilágyi György (2020)
- Szegedi Vargha László (1980)
- Szekeres Béla (2000 posztumusz)
- Szenes Katalin (1994, 2002)
- Szentgyörgyi Zsuzsa (1976)
- Szerdahelyi György (1973)
- Szita Jánosné (1973)
- Szőnyi István (1977)
- Sztahura László (1994)
- Szűcs Gábor (2016)
- Takács Ferenc (2000)
- Takács György (1999, 2015)
- Tarcsay László (2003)
- Tardos Lászlóné (1976)
- Tarnay Kálmán (1988)
- Temesi Ágoston (2000)
- Tiborcz István (1963)
- Tófalvi Gyula (1977, 1991)
- Tormási György (2001, 2012)
- Tóth Csaba (2013)
- S. Tóth Ferenc (1974, 2003)
- G. Tóth Károly (1994)
- Tóth Tamás (2007)
- Tölösi Péter (1999)
- Trón Tibor (1994, 2001 posztumusz)
- Turáni József (2004)
- Turcsán Zsolt (2023)[3]
- Udvarhelyi Gábor (1982)
- Urbán György (2009)
- Vágó Artúr (1969)
- Vajda Ferenc (1981)
- Valkó I. Péter (1967)
- Valter Ferenc (1987)
- Vámos Sándor (2003)
- Váradi Imre (1967)
- Várallyay Iván (1971)
- Vári Péter (2018)
- Varsányi János (1987)
- Vida Rolland (2014)
- Víg István (1969)
- Villányi Ottó (1973)
- Völgyi János (1975)
- Winter Ernő (1969)
- Wollitzer György (1985)
- Zigó József (2008)
- Zombory László (2002)
- Zotter Ferenc (1974)

## A Puskás Tivadar-díj nemzetközi tagozatának díjazottjai
- Conti, Andrea (2013)
- Kohrt, Klaus D. (2015)
- Molisch, Andy (2013)
- Mueller, Peter (2017)
- Odry Péter (2014)
- Sebestyén-Pál György (2014)
- Záruba Gergely (2015)